# Megahippus
Megahippus es un género de équidos fósiles de la subfamilia Anchitheriinae. Como todos los miembros de esta subfamilia, son más primitivos que los caballos actuales.  Los fósiles de Megahippus aparecen en  Estados Unidos, desde Montana hasta Florida. Parece ser que se alimentaban básicamente de hojas.